# The Desert Hawk
The Desert Hawk er en amerikansk stumfilm fra 1924 af Leon De La Mothe.

## Medvirkende
- Ben F. Wilson som Hawk Hollister
- Mildred Harris som Marie Nicholls
- William Bailey som Tex Trapp
- Louise Lester som  Bridget
- Yakima Canutt som Handy Man
- Ed La Niece som Carson
- Leon De La Mothe som Jackson
- Helen Broneau som Mercedes Nicholls